# Liste der Baudenkmäler in Regensburg-Ostnerwacht
Auf dieser Seite sind die Baudenkmäler in der Oberpfälzer Bezirkshauptstadt Regensburg zusammengestellt. Diese Tabelle ist eine Teilliste der Liste der Baudenkmäler in Bayern. Grundlage ist die Bayerische Denkmalliste, die auf Basis des Bayerischen Denkmalschutzgesetzes vom 1. Oktober 1973 erstmals erstellt wurde und seither durch das Bayerische Landesamt für Denkmalpflege geführt wird. Die folgenden Angaben ersetzen nicht die rechtsverbindliche Auskunft der Denkmalschutzbehörde.

## Baudenkmäler
| Lage                                                             | Objekt | Beschreibung | Akten-Nr.       | Bild |
| ---------------------------------------------------------------- | --- | --- | --------------- | --- |
| Adolf-Schmetzer-Straße 1; Villapark (Standort)                   | Königliche Villa, als Sommerresidenz für König Maximilian II. auf der Ostenbastei erbaut; Villapark mit Parkmauer,     | L-förmige, leicht unregelmäßige dreigeschossige Anlage mit seitlichen Loggien, Terrassen und Ecktürmchen, Schauseite mit durchfenstertem Mittelrisalit zur Donau, neugotisch, 1854/56 von Ludwig Foltz Nebengebäude, massiver zwei-, zum Zwingergraben dreigeschossiger Satteldachbau mit Treppengiebeln und -türmchen, Werksteingliederungen, neugotisch, 1854–56 von Ludwig Foltz Villapark, englischer Park im Bereich des ehemaligen Hütergangs am Stärzenbach mit dem dortigen Stadtmauerbereich, des ehemaligen Zwingers, Stadtgrabens und auf dem östlichen Vorfeld, dem sogenannten Waisenhausgarten, heute bestehend aus Anfahrt und Vorgarten, dem Park im ehemaligen Vorfeld, dem Abschnitt der Donaumauer zwischen Villa und Anatomieturm, sowie der neugotische Promenade mit Zwingermauer, im Zusammenhang mit der Villa 1854–56 angelegt Parkmauer, mit halbrunden Türmchen und spitzbogigem Einfahrtstor mit Fußgängerdurchgang, neugotisch, 1854–56 von Ludwig Foltz | D-3-62-000-4    | weitere Bilder |
| Adolf-Schmetzer-Straße 3 (Standort)                              | Torwachthaus | Eingeschossiges und traufständiges Satteldachhaus mit Treppengiebeln und Arkaden, Werksteingliederungen, neugotisch, 1840 | D-3-62-000-5    | Torwachthaus |
| Am Stärzenbach 1 (Standort)                                      | Mietshaus | Dreigeschossiger Mansardwalmdachbau in Ecklage, Fassadengliederung in Neurenaissance-Formen, 1887 von Franz Gerner | D-3-62-000-122  | Mietshaus |
| Am Stärzenbach 2 (Standort)                                      | Wohnhaus, ehemaliges Handwerkerhaus                                                                                    | Zweigeschossiger und traufständiger Satteldachbau, im Kern 14./15. Jahrhundert, barock überformt | D-3-62-000-123  | Wohnhaus, ehemaliges Handwerkerhaus                                                                                    |
| Am Stärzenbach 8 (Standort)                                      | Wohnhaus | Zweigeschossiges und traufständiges Satteldachhaus, zweites Viertel 13. Jahrhundert, 1895 überformt | D-3-62-000-125  | Wohnhaus |
| Bauergässel 1 (Standort)                                         | Ehemaliges Brunnenhaus des Ritterschen Gartens                                                                         | Dreigeschossiges Walmdachhaus, barock, 17./18. Jahrhundert | D-3-62-000-208  | Ehemaliges Brunnenhaus des Ritterschen Gartens                                                                         |
| Bertoldstraße 7 (Standort)                                       | Ehemaliger Zwiffelhof                                                                                                  | Dreigeschossiges Walmdachhaus in Ecklage, 1720, mit Bauinschrift | D-3-62-000-216  | Ehemaliger Zwiffelhof                                                                                                  |
| Bertoldstraße 9 (Standort)                                       | Ehemaliger städtischer Getreidekasten („Leerer Beutel“)                                                                | Mit drei Geschossen und hohem Satteldach, 1597/98 bzw. 1606/07 | D-3-62-000-217  | weitere Bilder |
| Bertoldstraße 11 (Standort)                                      | Haus zum Steinsberg | Langgestrecktes dreigeschossiges Eckhaus mit Walmdach und Fenstergliederung des 14. Jahrhunderts, Keller zum Teil romanisch, im 19. Jahrhundert aufgestockt und im Innern umgebaut, zusammen mit Hallergasse 6 | D-3-62-000-218  | Haus zum Steinsberg |
| Dachauplatz 2 (Standort)                                         | Ehemalige Bettelordenskirche St. Salvator (Minoritenkirche), heute Teil des Museums der Stadt Regensburg               | Dreischiffige, flachgedeckte Basilika mit gewölbtem polygonalem Saalchor, Hauptschiff zweite Hälfte 13. Jahrhundert, Chor zweites Viertel 14. Jahrhundert | D-3-62-000-264  | weitere Bilder |
| Dachauplatz 4 (Standort)                                         | Ehemaliges Minoritenkloster St. Salvator                                                                               | Fünfjochiger Ostflügel des kleinen Kreuzgangs zweite Hälfte 13. Jahrhundert, mit Sternrippengewölbe des 15. Jahrhunderts, großer Kreuzgang, kreuzrippengewölbter Nord- und Westflügel und ein Joch des Südflügels, Anfang 15. Jahrhundert, große Sakristei, zweischiffige, kreuzrippengewölbte Halle, um 1300, ehemaliges Refektorium bzw. Paulsdorfferkapelle, Saalraum, vor 1299, mit Renaissancedecke, spätes 16. Jahrhundert, Keller um 1200, sonst hoch- und spätgotisch | D-3-62-000-265  | weitere Bilder |
| D.-Martin-Luther-Straße 7 (Standort)                             | Wohnhaus, ehemaliges Direktionsgebäude der Maschinenfabrik Sinz                                                        | Fünfgeschossiger Walmdachbau, Mittelrisalit mit Pyramidendach, Neubarock, 1909/10 von Joseph Koch und Franz Spiegel Erweiterungsbau siehe Haus Nr. 9 | D-3-62-000-298  | Wohnhaus, ehemaliges Direktionsgebäude der Maschinenfabrik Sinz                                                        |
| D.-Martin-Luther-Straße 9 (Standort)                             | Mietshaus | Fünfgeschossiger Walmdachbau, die südlichen drei Achsen mit geschweiftem Zwerchgiebel und Erker, Neubarockdekor mit Jugendstilelementen, 1912 von Joseph Koch und Franz Spiegel als Ergänzung zu Haus Nr. 7 | D-3-62-000-300  | Mietshaus |
| Donaulände 6 (Standort)                                          | Stadel für das Braune Brauhaus                                                                                         | Frei stehender dreigeschossiger Quaderbau mit Satteldach, bezeichnet „1672“, 1786 zum Salzstadel bestimmt | D-3-62-000-323  | weitere Bilder |
| Donaulände 7 (Standort)                                          | Bürogebäude, ehemalige Agentie der k.u.k. privilegierten österreichischen Donaudampfschifffahrtsgesellschaft           | Zweifarbig gegliederter, zweigeschossiger Backsteinbau mit Walmdach und Seitenflügelstümpfen mit Frackdächern, historistisch, 1888 | D-3-62-000-1556 | Bürogebäude, ehemalige Agentie der k.u.k. privilegierten österreichischen Donaudampfschifffahrtsgesellschaft           |
| Fahrbeckgasse 1 (Standort)                                       | Wohnhaus in Ecklage | Dreigeschossiges Satteldachhaus mit Aufzugsgiebel, im Kern 17. Jahrhundert, Steinrelief Heilige Familie, neugotisch, um 1900 | D-3-62-000-392  | Wohnhaus in Ecklage |
| Fahrbeckgasse 3 (Standort)                                       | Wohnhaus | Dreigeschossiges und traufständiges Satteldachhaus, im Kern 17. Jahrhundert, im 19. Jahrhundert weitgehend überformt | D-3-62-000-393  | Wohnhaus |
| Fahrbeckgasse 11 (Standort)                                      | Wohn- und Atelierhaus                                                                                                  | Dreigeschossiger und traufständiger Satteldachbau mit Zwerchgiebel und Erker, 1893/1902, Nordteil Wiederaufbau von 1946/47 | D-3-62-000-1592 | Wohn- und Atelierhaus                                                                                                  |
| Gichtlgasse 5 (Standort)                                         | Wohnhaus | Eckhaus, viergeschossiges Mansardwalmdachhaus, im Kern gotisch, um 1300, im 16. Jahrhundert verändert, 1901 aufgestockt | D-3-62-000-489  | Wohnhaus |
| Hallergasse 4; Ostengasse 14 (Standort)                          | Mietshaus mit Gaststätte                                                                                               | Drei- bis viergeschossiger Walm- und Mansarddachbau in Ecklage, mit Erker und Zwerchhäusern, im Heimatstil mit Jugendstilelementen, 1913/1914; zusammen mit Hallergasse 4 | D-3-62-000-883  | Mietshaus mit Gaststätte                                                                                               |
| Hallergasse 5 (Standort)                                         | Bräustadel der Brauerei Brandl                                                                                         | Mit älterer Malztenne im Norden und jüngerem Stadel im Süden, viergeschossiger und traufständiger Satteldachbau mit eingeschossigem Pultdachanbau nach Westen, bezeichnet „1649“ und „1774“ Gartenmauer an der Heiliggeistgasse, wohl barock, mit Erhöhung im 19. Jahrhundert; zusammen mit Ostengasse 16 | D-3-62-000-547  | Bräustadel der Brauerei Brandl                                                                                         |
| Heiliggeistgasse 1 (Standort)                                    | Wohnhaus, ehemalige Bäckerei                                                                                           | Zweigeschossiges und traufständiges Satteldachhaus, nördlicher Teil im Kern hochmittelalterlich, im 16. Jahrhundert überformt, im 17. Jahrhundert südlicher Eckanbau | D-3-62-000-553  | Wohnhaus, ehemalige Bäckerei                                                                                           |
| Heiliggeistgasse 7 (Standort)                                    | Bischof-Wittmann-Haus                                                                                                  | Langgestreckter, dreigeschossiger und traufständiger Walmdachbau, im Kern 1731, ursprünglich zwei Gebäude 1859 vereinigt, 1925 Erweiterung durch einen zweigeschossigen Westflügel, 1955 hofseitige Erweiterung Angebaut Maria-Schnee-Kapelle, siehe Prinzenweg 4 | D-3-62-000-554  | Bischof-Wittmann-Haus                                                                                                  |
| Heiliggeistgasse 12 (Standort)                                   | Wohnhaus eines ehemaligen Stadtbauernhofes                                                                             | Zweigeschossiges und traufständiges Satteldachhaus, 14./15. Jahrhundert, im 17./18. Jahrhundert im Innern umgebaut | D-3-62-000-555  | Wohnhaus eines ehemaligen Stadtbauernhofes                                                                             |
| Heiliggeistgasse 16 (Standort)                                   | Wohnhaus | Zweigeschossiges und traufständiges Kleinhaus mit Satteldach, 17./18. Jahrhundert, Innenumbau 19. Jahrhundert Hofmauer mit gefaster barocker Tür | D-3-62-000-556  | Wohnhaus |
| Heiliggeistgasse 20 (Standort)                                   | Bräustadel der ehemaligen Brauerei Nattermann                                                                          | Eingeschossiger Stadel in Ecklage mit Mansardwalmdach, zweites Viertel 18. Jahrhundert | D-3-62-000-557  | Bräustadel der ehemaligen Brauerei Nattermann                                                                          |
| Kapuzinergasse 7 (Standort)                                      | Wohnhaus | Zweigeschossiges und traufständiges Pultdachhaus, barock, 17. Jahrhundert, im späten 19. Jahrhundert überformt | D-3-62-000-609  | Wohnhaus |
| Klostermeyergasse 6 (Standort)                                   | Zwei Ritzsteine | Mit Darstellungen von Bischofsbüsten, gotisch, 14. Jahrhundert, an der Südostecke | D-3-62-000-641  | weitere Bilder |
| Minoritenweg 9 (Standort)                                        | Mietshaus | Viergeschossiger Walmdachbau in Ecklage, 1901, Umbauten 1955 und 2006 | D-3-62-000-1591 | Mietshaus |
| Minoritenweg 20 (Standort)                                       | Ehemalige Gartenvilla („Rosenpalais“) des Bankiers Löschenkohl, dann Gaststätte Rosenwirtsgarten                       | Zweigeschossiger Mansarddachbau in Ecklage mit Gliederungen und Eingangsrisalit, um 1730/35 von Johann Michael Prunner | D-3-62-000-790  | weitere Bilder |
| Minoritenweg 21 (Standort)                                       | Wohnhaus (sogenannte Hochholding’sche Behausung)                                                                       | Zweigeschossiger und giebelständiger Mansarddachbau mit Erker, im Kern 15. Jahrhundert, Dachumbau wohl zweite Hälfte 18. Jahrhundert | D-3-62-000-791  | Wohnhaus (sogenannte Hochholding’sche Behausung)                                                                       |
| Minoritenweg 27 (Standort)                                       | Wohnhaus | Dreigeschossiges und traufständiges Satteldachhaus mit Inschrifttafel des 17. Jahrhunderts, 1870 und 1992 umgebaut und aufgestockt | D-3-62-000-792  | Wohnhaus |
| Minoritenweg 29 (Standort)                                       | Kränner’sche Behausung                                                                                                 | Zweigeschossiges, zum Minoritenweg giebelständiges Satteldachhaus mit turmähnlichem Kernbau des 13./14. Jahrhunderts und Pultdachanbau des 19. Jahrhunderts | D-3-62-000-793  | Kränner’sche Behausung                                                                                                 |
| Minoritenweg 32 (Standort)                                       | Mietshaus in Ecklage                                                                                                   | Dreigeschossiger Mansardwalmdachbau mit kurzen Flügeln nach Westen, Fassade mit Risaliten und Zwerchgiebeln, Neurenaissance, 1887 von Franz Gerner | D-3-62-000-794  | Mietshaus in Ecklage                                                                                                   |
| Minoritenweg 33 (Standort)                                       | Albrecht-Altdorfer-Gymnasium                                                                                           | Winkelförmiger dreigeschossiger Walmdachbau mit Eckpavillons und Zwerchhausgiebel, Neurenaissance, 1892/94 von Adolf Schmetzer Fundamente der Stadtmauer und eines Zwingermauertürmchens, Bruchsteinmauer aus Kalkstein, um 1330 | D-3-62-000-795  | weitere Bilder |
| Ostengasse 3 (Standort)                                          | Wohnhaus | Dreigeschossiges und traufständiges Satteldachhaus, im Kern um 1250, barock umgebaut, 1894 Fassade neu gestaltet | D-3-62-000-877  | Wohnhaus |
| Ostengasse 4 (Standort)                                          | Wohnhaus, ehemaliger Gasthof Zum Rappen                                                                                | Dreigeschossiges und giebelständiges Satteldachhaus, Dachgeschosse mit Ladeluken, im Kern zweite Hälfte 12. Jahrhundert, Ende 14. oder Anfang 15. Jahrhundert mit traufständigem Anbau erweitert, im 17. Jahrhundert überformt | D-3-62-000-878  | Wohnhaus, ehemaliger Gasthof Zum Rappen                                                                                |
| Ostengasse 5 (Standort)                                          | Wohn- und Geschäftshaus                                                                                                | Dreigeschossiger und traufständiger Massivbau mit Satteldach, östlicher Turmbau erste Hälfte 13. Jahrhundert, westlicher Anbau 1352 (dendrochronologisch datiert) mit Ausbau 1424 (dendrochronologisch datiert), Dach 1577 (dendrochronologisch datiert), Innenausbauten 16.–19. Jahrhundert | D-3-62-000-1741 | Wohn- und Geschäftshaus                                                                                                |
| Ostengasse 11 (Standort)                                         | Wohnhaus, ehemalige Hafnerwerkstatt                                                                                    | Dreigeschossiges und traufständiges Satteldachhaus, im Kern erste Hälfte 13. Jahrhundert, in der ersten Hälfte des 16. Jahrhunderts und ersten Hälfte des 19. Jahrhunderts überformt | D-3-62-000-880  | Wohnhaus, ehemalige Hafnerwerkstatt                                                                                    |
| Ostengasse 12 (Standort)                                         | Wohnhaus (ehemals Gasthaus Schwarzes Ross)                                                                             | Aus zwei Bauten bestehender dreigeschossiger und traufständiger Satteldachbau, östlicher Teil spätromanisch, erste Hälfte 13. Jahrhundert, westlicher Teil barock, 18. Jahrhundert, 1888/90 zusammengefasst und überformt | D-3-62-000-881  | Wohnhaus (ehemals Gasthaus Schwarzes Ross)                                                                             |
| Ostengasse 13 (Standort)                                         | Sogenannte Lehr’sche Behausung                                                                                         | Dreigeschossiger und traufständiger Satteldachbau, im Kern 12. Jahrhundert, Umbau des späten 18. Jahrhunderts, Fassade mit Empirestuck von 1789 | D-3-62-000-882  | Sogenannte Lehr’sche Behausung                                                                                         |
| Ostengasse 15 (Standort)                                         | Wohnhaus | Zweigeschossiges Pultdachhaus, im Kern mittelalterlich, im 16. Jahrhundert erneuert und im 17./18. Jahrhundert umgebaut, Innenausbau 19. Jahrhundert | D-3-62-000-884  | Wohnhaus |
| Ostengasse 16 Hallergasse 5 Hallergasse 1 (Standort)             | Wohn- und Gasthaus Zum Bär an der Kette                                                                                | Dreigeschossiges und traufständiges Haupthaus mit Walmdach und Aufzugsgaube, frühgotisch, zweite Hälfte 13. Jahrhundert, Umbauten 1596 und 1777 Westflügel, zweiteilig, nördlich dreigeschossiger Walmdachbau, im Kern 15. Jahrhundert, Umbauten 1874; Gaststuben mit Ausstattung Ehemalige Sommerschenke, erdgeschossiger Garteneinbau mit Satteldach und östlich angebauter Kegelbahn, frühes 19. Jahrhundert Gartenmauer an der Heiliggeistgasse, wohl barock, mit Erhöhung im 19. Jahrhundert, siehe auch Brandl Bräu | D-3-62-000-885  | weitere Bilder |
| Ostengasse 18 (Standort)                                         | Wohnhaus | Viergeschossiges und traufständiges Grabendachhaus, im Kern spätgotisch, 15. Jahrhundert, um 1700 umgebaut und erweitert, Aufstockung 1862 und 1898, mit neubarockem Fassadendekor | D-3-62-000-887  | Wohnhaus |
| Ostengasse 19 (Standort)                                         | Wohn- und Geschäftshaus                                                                                                | Dreigeschossiges und traufständiges Satteldachhaus, im Kern spätmittelalterlich, 14./15. Jahrhundert, im 18. Jahrhundert überformt, Fassade von 1908 | D-3-62-000-888  | Wohn- und Geschäftshaus                                                                                                |
| Ostengasse 20 (Standort)                                         | Keller | Zwei Räume mit stichbogiger Tonne, zweite Hälfte 13. Jahrhundert | D-3-62-000-889  | Keller |
| Ostengasse 21 (Standort)                                         | Wohnhaus | Dreigeschossiges und traufständiges Mansarddachhaus des 18. Jahrhunderts, mit neubarocker Fassade von 1904 | D-3-62-000-890  | Wohnhaus |
| Ostengasse 22 (Standort)                                         | Wohnhaus | Dreigeschossiges und giebelständiges Satteldachhaus, im Kern spätes 13. Jahrhundert, im 18. Jahrhundert erneuert und im frühen 19. Jahrhundert aufgestockt | D-3-62-000-891  | Wohnhaus |
| Ostengasse 23 (Standort)                                         | Keller | Gewölbter Raum unter dem Westteil des Vorderhauses, wohl 15. Jahrhundert, mit Fragment eines Fluchttunnels, 1940/45 nicht nachqualifiziert, im BayernViewer-denkmal nicht kartiert | D-3-62-000-1599 | Keller |
| Ostengasse 25 (Standort)                                         | Wohnhaus | Dreigeschossiges und giebelständiges Satteldachhaus, im Kern um 1300, im 17. Jahrhundert überformt | D-3-62-000-892  | Wohnhaus |
| Ostengasse 26 (Standort)                                         | Wohnhaus, ehemalige Bolland'sche Brauerei                                                                              | Dreiflügelige Anlage mit dreigeschossigem und traufständigem Satteldachhaus des 17./18. Jahrhunderts, 1842 aufgestockt und Fassadenänderung, westlich ehemaliges Kellergebäude, dreigeschossiger Satteldachbau von 1856, östlich ehemalige Stallung, zweigeschossiger Satteldachbau des 19. Jahrhunderts Ehem Bräuhaus siehe Prinzenweg 2 | D-3-62-000-893  | weitere Bilder |
| Ostengasse 27 (Standort)                                         | Katholische Akademie, ehemaliges Domkapitelsches und Evangelisches Krankenhaus, anstelle des Passauer Hofes St. Sebald | Zweiflügelanlage mit dreigeschossigen Walmdachbauten Nördlicher Flügel nach 1667, aufgestockt 1862 Östlicher Flügel frühklassizistisch, 1806/07 von Emanuel Joseph von Herigoyen, nach 1945 wiederaufgebaut | D-3-62-000-894  | Katholische Akademie, ehemaliges Domkapitelsches und Evangelisches Krankenhaus, anstelle des Passauer Hofes St. Sebald |
| Ostengasse 29 (Standort)                                         | Ehemaliges Ostenschulhaus St. Klara                                                                                    | Dreiflügeliger und dreigeschossiger Walmdachbau im Rundbogenstil, 1865/66 von Eduard Pahl | D-3-62-000-895  | Ehemaliges Ostenschulhaus St. Klara                                                                                    |
| Ostengasse 30 (Standort)                                         | Wohnhaus | Dreigeschossiges und giebelständiges Satteldachhaus mit Gesimsgliederung, um 1800 | D-3-62-000-896  | Wohnhaus |
| Ostengasse 31, 33, 35; Donaulände 9; Kapuzinergasse 3 (Standort) | Ehemaliges Kapuzinerkloster St. Matthias, gegründet 1613, 1811–1974 Klarissenkloster, heute Ostkirchliches Institut    | Kirche St. Matthias, 1615 geweiht, tonnengewölbter Saalbau mit eingezogenem Chor und Satteldach Fassade mit Pilastergliederung und Doppelportal, 1889 erweitert; mit Ausstattung Hofmauer mit Rundbogenportal und Figurengiebel, um 1615 Westlich der Kirche Oratorium, zweigeschossiges Satteldachhaus mit Saalbau von 1906; mit Ausstattung Konventbau mit Kreuzgang, vierflügeliger und dreigeschossiger Walmdachbau mit Gesimsteilung, 17. Jahrhundert, südöstlich der Kirche Pforten- und Gästetrakt, zweiflügliger Halbwalmdachbau mit Giebelgauben und Putzgliederungen, 1714, 1733 grundlegend umgebaut Klostergartenmauer, Bruchstein, bezeichnet „1614“ Eremitage von 1712, nach Obermünster transloziert, siehe Obermünsterplatz 6 | D-3-62-000-897  | weitere Bilder |
| Ostengasse 32 (Standort)                                         | Wohn- und Geschäftshaus                                                                                                | Dreigeschossiges und traufständiges Satteldachhaus mit Kniestock, im Kern zweite Hälfte 13. Jahrhundert, 1893 grundlegend umgebaut Rückgebäude, ehemaliger Gesindetrakt, dreigeschossiges Pultdachhaus von 1893 | D-3-62-000-898  | Wohn- und Geschäftshaus                                                                                                |
| Ostengasse 34, 34 a, 34 b, 34 c (Standort)                       | Wohnhaus, straßenseitiger Trakt des ehemaligen vierflügeligen Niedermünsterischen Bauernhofes                          | Westlicher Kernbau zweigeschossiger Pultdachbau, barock, 17. Jahrhundert, Nord- und Ostflügel, ehemalige Wirtschafts- und Stadelbauten, 17. Jahrhundert, im frühen 19. Jahrhundert zu einem zweigeschossigen und traufständigen Satteldachbau vereinigt und zu Wohnzwecken ausgebaut | D-3-62-000-899  | Wohnhaus, straßenseitiger Trakt des ehemaligen vierflügeligen Niedermünsterischen Bauernhofes                          |
| Ostengasse 35 (Standort)                                         | Barocke Mauer | Mit Lisenen und Ädikulagiebeln reich gegliedert, 17./18. Jahrhundert; zum ehemaligen Kloster gehörig | D-3-62-000-900  | Barocke Mauer |
| Ostengasse 36 (Standort)                                         | Marienheim | Dreigeschossiger Mansardwalmdachbau in Ecklage, neubarocke Formen mit Putzgliederungen und Risaliten, 1896/97, Ostflügel 1901 | D-3-62-000-901  | Marienheim |
| Ostengasse 39 (Standort)                                         | Ostentor | Fünfgeschossiger Torturm der Stadtbefestigung mit zwei östlich angebauten achteckigen Flankierungstürmen und Zeltdach, um 1300, in der Durchfahrt Bauinschrift der Zwingermauer, Kalkstein, um 1330 | D-3-62-000-902  | weitere Bilder |
| Prinzenweg 1 (Standort)                                          | Wohnhaus in Ecklage | Dreigeschossiges, zum Prinzenweg traufständiges Satteldachhaus mit Pultdachanbau, im Kern um 1200, barock umgebaut, Aufstockung erste Hälfte 19. Jahrhundert | D-3-62-000-929  | Wohnhaus in Ecklage |
| Prinzenweg 2 (Standort)                                          | Ehemaliges Brauerhaus der Brauerei Bolland-Fuchs                                                                       | Dreigeschossiges und giebelständiges Satteldachhaus, bezeichnet „1846“, mit romanischem Keller des 12. Jahrhunderts; siehe auch Ostengasse 26 | D-3-62-000-930  | Ehemaliges Brauerhaus der Brauerei Bolland-Fuchs                                                                       |
| Prinzenweg 3 (Standort)                                          | Wohnhaus | Zweigeschossiges und traufständiges Satteldachhaus, bezeichnet „1765“, erstes Obergeschoss zu Wohnzwecken 1873 ausgebaut | D-3-62-000-1554 | Wohnhaus |
| Prinzenweg 4 (Standort)                                          | Katholische Waisenhauskapelle Maria Schnee                                                                             | Gewölbter Saalbau mit Walmdach und Dachreiter, in Ecklage, 1734 errichtet, reiche Rokoko-Ausstattung; zum Bischof-Wittmann-Haus gehörig, siehe Heiliggeistgasse 7 | D-3-62-000-931  | Katholische Waisenhauskapelle Maria Schnee                                                                             |
| Prinzenweg 8 (Standort)                                          | Wohnhaus | Dreigeschossiger und traufständiger ehemaliger Wohnturm mit Satteldach, dreigeschossiges Wohnhaus mit Satteldach, beide 14. Jahrhundert, Wohnhaus 1880 aufgestockt | D-3-62-000-932  | Wohnhaus |
| Prinzenweg 13 (Standort)                                         | Schlussstein vom ehemaligen Augustinerkloster                                                                          | Kalkstein, spätgotisch, 15. Jahrhundert; an Hoffassade eingemauert | D-3-62-000-933  | Schlussstein vom ehemaligen Augustinerkloster                                                                          |
| Schattenhofergasse 1 (Standort)                                  | Wohnhaus | Zweigeschossiger und giebelständiger Satteldachbau in Ecklage zur Donaulände, im Kern 17./18. Jahrhundert, 1856 überformt | D-3-62-000-1039 | Wohnhaus |
| Schattenhofergasse 2 (Standort)                                  | Ehemaliger Huemer’scher Stadtbauernhof                                                                                 | Wohnhaus, zweigeschossiger und traufständiger, nach Norden abgewalmter Satteldachbau mit Bauinschrift von 1584, über Keller wohl des 14. Jahrhunderts Wohnhaus, Teile des ehemaligen Stadels, Umfassungswände in Bruchstein, im Kern spätes 16. Jahrhundert, und böhmisches Kappengewölbe im Erdgeschoss, 19. Jahrhundert | D-3-62-000-1040 | Ehemaliger Huemer’scher Stadtbauernhof                                                                                 |
| Schattenhofergasse 3 (Standort)                                  | Ehemaliger Stadel | Zweigeschossiger und giebelständiger Satteldachbau, 1747, ab 1980 im Innern ausgebaut | D-3-62-000-1041 | Ehemaliger Stadel |
| Schattenhofergasse 5 (Standort)                                  | Ehemaliger Stadel | Eingeschossiger und traufständiger Bau mit hohem Mansardwalmdach, 18. Jahrhundert | D-3-62-000-1042 | Ehemaliger Stadel |
| Schattenhofergasse 9 (Standort)                                  | Stadel | Dreigeschossiger und giebelständiger Satteldachbau mit Aufzugsluken und -galgen, wohl 16. Jahrhundert | D-3-62-000-1044 | Stadel |
| Schattenhofergasse 11 (Standort)                                 | Wohnhaus, wohl ehemaliger Stadel                                                                                       | Zweigeschossiger und giebelständiger Steildachbau, 16./17. Jahrhundert | D-3-62-000-1045 | Wohnhaus, wohl ehemaliger Stadel                                                                                       |
| Schwanenplatz 1 (Standort)                                       | Wohnhaus | Dreigeschossiges und traufständiges Satteldachhaus mit Loggia und figürlicher Bauplastik, frühgotisch, Anfang 14. Jahrhundert, um 1700 aufgestockt | D-3-62-000-1058 | weitere Bilder |
| Schwanenplatz 3 (Standort)                                       | Gasthaus Goldener Ochs                                                                                                 | Dreigeschossiges und giebelständiges Satteldachhaus mit Treppengiebel und turmartigem Kernbau, frühgotisch, 13. Jahrhundert, Mitte 19. Jahrhundert aufgestockt | D-3-62-000-1059 | Gasthaus Goldener Ochs                                                                                                 |
| Schwanenplatz 4 (Standort)                                       | Wohnhaus | Dreigeschossiger und traufständiger Satteldachbau mit frühgotischem Keller der zweiten Hälfte 13. Jahrhundert, heutige Gestalt von 1865 aus der Zusammenfassung zweier Häuser | D-3-62-000-1060 | Wohnhaus |
| Silbernagelgasse 6 (Standort)                                    | Wohnhaus (sogenannte Ritter’sche Gartenbehausung)                                                                      | Viergeschossiger und traufständiger Basilikalbau mit Walmdach, zweite Hälfte 17. Jahrhundert, über gotischem Keller, mit barocker Gliederung und Segmentbogengiebel, Innenausbau 1896 | D-3-62-000-1094 | Wohnhaus (sogenannte Ritter’sche Gartenbehausung)                                                                      |
| Silbernagelgasse 7 (Standort)                                    | Wohnhaus | Dreigeschossiger und giebelständiger Satteldachbau, 1805, im Kern 15./16. Jahrhundert | D-3-62-000-1095 | Wohnhaus |
| Trothengasse 2 (Standort)                                        | Romanischer Keller | Mit Tonnenwölbung und Bruchsteinmauerwerk, wohl erste Hälfte 13. Jahrhundert nicht nachqualifiziert, im BayernViewer-denkmal nicht kartiert | D-3-62-000-1211 | BW |
| Trunzergasse 10 (Standort)                                       | Mietshaus | Viergeschossiger Mansardwalmdachbau, neubarock, mit Josephsrelief, 1892 | D-3-62-000-1575 | Mietshaus |
| Von-der-Tann-Straße 6 (Standort)                                 | Kelleranlage | Tonnengewölbte Räume, 18. Jahrhundert und älter Rundturm der Zwingermauer, um 1330; im Erker an der Alleeseite nicht nachqualifiziert, im BayernViewer-denkmal nicht kartiert | D-3-62-000-1251 | Kelleranlage |
| Von-der-Tann-Straße 7 (Standort)                                 | Wohnhaus | Dreigeschossiges Walmdachhaus mit Schweifgiebeln, Erker und Eckerkertürmchen mit welscher Haube, Neurenaissance, 1899/1900 von Joseph Koch | D-3-62-000-1252 | Wohnhaus |
| Von-der-Tann-Straße 10, 12 (Standort)                            | Doppelhaus, ehemaliges Café Von-der-Tann                                                                               | Viergeschossiges und traufständiges Satteldachhaus mit vorspringendem Mittelteil, reichem Jugendstildekor und geschnitzten Eingangstüren, 1902/03 von Hans Gerner Nordfront über Stadtmauerfundament, Südfront über ehemaliger Zwingermauer; siehe auch Stadtbefestigung | D-3-62-000-1253 | Doppelhaus, ehemaliges Café Von-der-Tann                                                                               |
| Von-der-Tann-Straße 15 (Standort)                                | Wohnhaus | Dreigeschossig, mit vorgewölbtem Mittelteil, vorkragendem Walmdach und Putzgliederungen, Jugendstil, 1907 von Gebrüder Wildanger; Baugruppe mit Nr. 17 | D-3-62-000-1256 | Wohnhaus |
| Von-der-Tann-Straße 17 (Standort)                                | Wohnhaus | Dreigeschossiger Walmdachbau in Ecklage, Runderker mit ägyptisierenden Säulen, Fassadenzierformen im Jugendstil, bezeichnet „1907“ von Gebrüder Wildanger; Baugruppe mit Nr. 15 | D-3-62-000-1257 | Wohnhaus |
| Von-der-Tann-Straße 22 (Standort)                                | Wohnhaus | Doppelhaus zusammen mit Nr. 24, dreigeschossiger Mansardwalmdachbau mit Risaliten an der Alleeseite, Putzgliederungen in Neurenaissance-Formen, 1890 von Johann Zimmermann Südfront über Fundament der Zwingermauer | D-3-62-000-1259 | Wohnhaus |
| Von-der-Tann-Straße 24 (Standort)                                | Wohnhaus | Doppelhaus zusammen mit Nr. 22, dreigeschossiger Mansarddachbau mit Risaliten an der Alleeseite, Putzgliederungen in Neurenaissanceformen, 1890 von Johann Zimmermann Südfront über Fundament der Zwingermauer | D-3-62-000-1260 | Wohnhaus |
| Von-der-Tann-Straße 32 (Standort)                                | Wohnhaus | Viergeschossiges Walmdachhaus mit Mittelrisalit an der Gartenfront und Putzgliederungen mit Eckbetonung, Neurenaissance, 1895 von Alois Janker, Aufstockung 1926 Südliche Grundstücksgrenze an Verlauf der ehemaligen Stadtgraben-Futtermauer | D-3-62-000-1262 | Wohnhaus |
| Von-der-Tann-Straße 36 (Standort)                                | Wohnhaus | Viergeschossiges Satteldachhaus mit Seitenrisaliten und Putzzierformen, Neurenaissance, 1891/92 von Alois Janker Südliche Grundstücksgrenze an Verlauf der ehemaligen Stadtgraben-Futtermauer | D-3-62-000-1263 | Wohnhaus |
| Von-der-Tann-Straße 38 (Standort)                                | Wohnhaus | Viergeschossiges Walmdachhaus mit Schweifgiebel, Erker, Putzgliederungen und seitlichem Eingangsbogen, Jugendstil, 1903 von Anton Mayer, zusammen mit Nr. 40 Südliche Grundstücksgrenze am Verlauf der ehemaligen Stadtgraben-Futtermauer | D-3-62-000-1264 | Wohnhaus |
| Von-der-Tann-Straße 40 (Standort)                                | Wohn- und Geschäftshaus, Café Pernsteiner                                                                              | Viergeschossiger Kopfbau mit Walmdach, Zwerchgiebeln, Risalit, Erker und Jugendstildekor, 1903 von Anton Mayer, zusammen mit Nr. 38 | D-3-62-000-1265 | Wohn- und Geschäftshaus, Café Pernsteiner                                                                              |

## Ehemalige Baudenkmäler
In diesem Abschnitt sind Objekte aufgeführt, die früher einmal in der Denkmalliste eingetragen waren, jetzt aber nicht mehr. Objekte, die in anderem Zusammenhang also z. B. als Teil eines Baudenkmals weiter eingetragen sind, sollen hier nicht aufgeführt werden. Aktennummern in diesem Abschnitt sind ehemalige, jetzt nicht mehr gültige Aktennummern.

| Lage                            | Objekt                                           | Beschreibung | Akten-Nr.       | Bild                                             |
| ------------------------------- | ------------------------------------------------ | --- | --------------- | ------------------------------------------------ |
| Schattenhofergasse 7 (Standort) | Ehemaliger Stadel                                | Zweigeschossiger Walmdachbau mit korbbogigem Eingang, 17./18. Jahrhundert, Dach von 1952                                                | D-3-62-000-1043 | Ehemaliger Stadel                                |
| Trunzergasse 8 (Standort)       | Ehemalige Königlich Bayerische Hufbeschlagschule | Zweigeschossiges und traufständiges Satteldachhaus mit Fachwerkgiebel, im Kern 17./18. Jahrhundert, 1892 zur Hufbeschlagschule umgebaut | D-3-62-000-1574 | Ehemalige Königlich Bayerische Hufbeschlagschule |